# Ledenjak Jakobshavn
Ledenjak Jakobshavn  (grenlandski Sermeq Kujalleq), je izlazni ledenjak u zapadnom dijelu Grenlanda. Smješten je u blizini mjesta i fjorda Ilulisat. 
Ledenjak Jakobshavn stvara oko 10 % ledenih santi, koje potječu iz ledenog pokrivača Grenlanda. Ledene sante su ponekad toliko velike, i do 1 kilometar u visinu, da im treba i par godina, dok se ne slome u manje komade i otplivaju u more. Ledenjak je koji se proučava već 250 godina, što je pomoglo u razumijevanju klimatskih promjena i glaciologije ledenih pokrivača.
Ledenjak Jakobshavn ima jednu od najvećih brzina kretanja leda, otprilike 20 metara na dan, ili između 5,7 i 12,6 kilometara na godinu. Ledenjak Jakobshavn se povukao oko 30 kilometara, između 1850. i 1964. godine. Nakon 1997. godine ledenjak se počeo kretati i brže, oko 34 metra na dan i povukao se narednih 5 kilometara u 6 godina.